# ألهرد (منجوان غربي)
ألهرد هي قرية في مقاطعة خدا أفرين، إيران. عدد سكان هذه القرية هو 81 في سنة 2006.